# The Italian Job (película de 1969)
The Italian Job, traducida al castellano en España como Un trabajo en Italia y en Latinoamérica como Faena a la italiana, es una película policíaca británica escrita por Troy Kennedy Martin, producida por Michael Deeley y dirigida por Peter Collinson, con Michael Caine en el papel protagonista. Se estrenó en 1969 y fue muy popular en el Reino Unido, donde ha sido reemitida y vendida con éxito durante todos estos años, convirtiéndose en una especie de institución nacional; en el resto del mundo, también está considerada como una película de culto.
Su banda sonora, compuesta por Quincy Jones, también obtuvo un importante éxito, en especial dos de sus canciones, "On Days Like These", cantada por Matt Monro durante los títulos de crédito iniciales, y "Getta Bloomin' Move On" (normalmente conocida como "The Self Preservation Society", tomado de su estribillo), que aparece durante la persecución final.
En noviembre de 2004, la revista Total Film nombró a Un trabajo en Italia como la 27.ª mejor película británica de todos los tiempos. Por otra parte, la frase "You're only supposed to blow the bloody doors off!" ("Sólo se supone que deben explotar las malditas puertas"), pronunciada por Michael Caine, fue votada como la frase cinematográfica más popular en una encuesta realizada por el Telegraph en 2003 entre 1000 cinéfilos. Es el top 13 de las 100 mejores películas de acción de todos los tiempos por GQ.

## Argumento
La película se centra en el impecable ladrón Charlie Croker (Michael Caine), que acaba de ser liberado de la cárcel. Nada más salir se encuentra con la viuda de su excompañero y amigo Roger Beckermann (Brazzi), que acaba de morir en un supuesto accidente de tráfico. Ella le entrega los planes para un robo que Beckermann estaba planeando, y que había atraído la atención de la Mafia, con resultados fatales. El plan consiste en robar un cargamento de cuatro millones de dólares en oro provenientes de bancos chinos con destino a Turín, donde iban a servir para pagar a la compañía Fiat por permitir la fabricación de sus modelos de coche en China.
Croker decide seguir adelante con el plan de su amigo a pesar de sus riesgos, y comienza a reunir a una banda adecuada para ello. En primer lugar, se introduce en la cárcel para hablar con Mr. Bridger (Noël Coward), un cerebro criminal que sigue controlando sus negocios desde la cárcel. Gracias a su ayuda, Croker consigue reunir al experto en ordenadores Professor Peach (Benny Hill), al técnico electrónico Birkinshaw (Fred Emney) y a varios conductores dispuestos para la huida. El plan consiste en que Peach infecte el sistema de control de tráfico computarizado de la ciudad de Turín, creando así un atasco que evite que la policía pueda perseguirles tras el robo. Los ladrones en cambio conducirán tres minis que les permitirán moverse más fácilmente y escapar.
La segunda mitad de la película muestra la puesta en práctica de estos planes. El capo Altabani (Raf Vallone) está esperándoles cuando llegan a Italia para impedir que intenten seguir adelante con el robo. En lugar de matar a Croker, destroza los dos Jaguar que lo acompañan, y empuja el Aston Martin de Croker por un barranco. Esto no detiene a Croker, que ordena a Peach que introduzca el software corrupto en el sistema de control de tráfico, y a Birkinshaw que anule las cámaras de vigilancia en la ruta de escape. El resto de la banda rápidamente rodea al convoy, elimina a los guardias de seguridad y accede a la furgoneta blindada con el oro.
Tras el robo, la banda introduce el oro en los Minis, y escapan a través de la Via Roma, sobre el tejado del Palazzo a Vela, a través del circuito de pruebas de la famosa fábrica Lingotto de Fiat e incluso descendiendo los escalones de la iglesia Gran Madre di Dio mientras se está celebrando una boda. Finalmente consiguen escapar a través de las cañerías de la ciudad, despistando a la policía. La banda celebra su éxito en el interior de un autobús que los transporta a todos hacia Suiza, cuando un error del conductor hace que se salga de la carretera, quedando suspendido sobre el abismo. La película termina con Croker intentando retener el oro, que amenaza con caer al vacío, sin que sepamos si lo logra o si todos terminan despeñándose.

## Recepción
Situada en Londres y Turín y filmada en vivos colores y en formato anamórfico, la película sigue siendo una evocación icónica del espíritu de los años 1960, aunque su visión edulcorada del mundo criminal británico contrasta con la brutal realidad de la época. Aparte de esta visión colorista de su época, la película también es reseñable por sus inventivas persecuciones en coche, coreografiadas por Rémy Julienne. Algunos de los modelos de coche son casi un personaje más de la película: el Lamborghini Miura de la secuencia original, los Aston Martin DB4 convertibles, los Jaguars, y sobre todo los Minis. Los paisajes alpinos de algunas de las escenas también son otro aspecto memorable.
Según el bosquejo de la película, el final abrupto de la película fue creado por el productor, Michael Deeley, al que no le satisfacía ninguno de los cuatro finales que se habían propuesto hasta entonces. El final definitivo le parecía adecuado para una película de acción, y además dejaba abierta la puerta para una secuela. Deeley tenía en mente incluso un posible principio para dicha secuela, con helicópteros rodeando el autobús, y la banda agradecida a sus salvadores, hasta que descubren que quien les ha rescatado no es la policía sino la Mafia. La película trataría entonces de cómo la banda intenta recuperar el oro de manos de los mafiosos.
Aunque consiguió una nominación a los Premios Globo de Oro en la categoría de "Mejor película extranjera en lengua inglesa", The Italian Job no tuvo éxito en los Estados Unidos. Michael Caine acusó de este fracaso a una campaña de publicidad poco atractiva y engañosa. Como resultado, se abandonaron los planes para una posible secuela.
En 2003 se estrenó un remake de la película, con el mismo título original (The Italian Job), pero situada en Los Ángeles, con Mark Wahlberg en el papel de Charlie Croker, y Donald Sutherland como John Bridger. Para las escenas finales de persecución se empleó la versión actualizada del Mini.